# Generaal der Luchtverbindingstroepen
Generaal der Luchtverbindingstroepen (Duits: General der Luftnachrichtentruppe) was een rang in de Luftwaffe.  Een generaal der Luchtverbindingstroepen was het equivalent van een drie-sterrengeneraal in het Britse leger en het Amerikaanse leger. Hij was hoger in rang dan een luitenant-generaal en lager dan een kolonel-generaal.
Naast deze functie bestonden in de Luftwaffe gelijkwaardige rangen, namelijk generaal der Vliegeniers en generaal der Parachutisten. Daarnaast kende ook de Wehrmacht dergelijke gelijkwaardige rangen die gespecialiseerd waren in een soort van oorlogsvoering: generaal der Infanterie, generaal der Cavalerie, generaal der Artillerie, generaal der Pantsertroepen, generaal der Bergtroepen, generaal der Genie-troepen en generaal der Verbindingstroepen.

## Generaals der Luchtverbindingstroepen
| Naam              | Geboortejaar | Overlijdensjaar | Benoeming         | Opmerking                                                     |
| ----------------- | ------------ | --------------- | ----------------- | ------------------------------------------------------------- |
| Wolfgang Martini  | 1891         | 1963            | 20 september 1941 | Generalnachrichtenführer der Luftwaffe                        |
| Walter Surén      | 1880         | 1976            | 30 januari 1945   | Fernmeldeführer der Luftwaffe 1945                            |
| Friedrich Fahnert | 1880         | 1964            | 1 april 1945      | Höherer Kommandeur des Luftnachrichtenstabes in Halle (Saale) |